# Jan van de Reyn

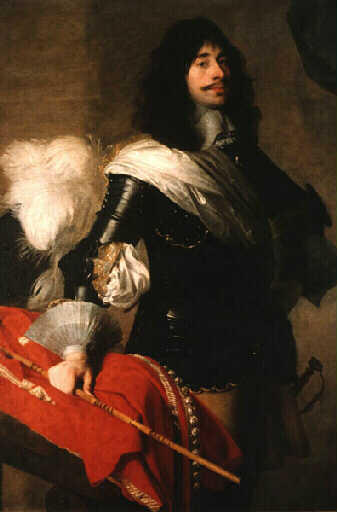
El hijo de Pierre Corneille como capitán de la caballería ligera, óleo sobre lienzo, 127 x 94,2 cm, Versalles, Musée Lambinet.

Jan van de Reyn (Dunkerque, 1610 - Dunkerque, 20 de mayo de 1678) fue un pintor barroco flamenco.
Nacido y activo en Dunkerque cuando aún pertenecía a Flandes, fue discípulo de Anton van Dyck a quien habría seguido a Inglaterra. Tras la incorporación de Dunkerque a la corona de Francia en 1662, pintó el escudo de armas del rey Luis XIV y participó en los decorados para su gloriosa entrada en la ciudad en marzo de 1663.
Pintor de grandes retablos para las iglesias de Dunkerque y su entorno, en obras como la Adoración de los Magos del museo municipal de Bergues o el Martirio de los cuatro Mártires Coronados de la iglesia de San Eloy de Dunkerque, se manifiesta el conocimiento de la pintura de Rubens y posiblemente de Theodoor Rombouts y los caravaggistas de Amberes, donde podría haber residido algún tiempo en sus primeros años.
Como retratista, hizo entre otros los retratos de Luis XIII y del conde de Estrades, gobernador francés de la ciudad de Dunkerque, ambos conservados en el Museo de Bellas Artes de Dunkerque.